# الشباب في العالم العربي
يشكل الشباب ما نسبته 32% من سكان الوطن العربي، والذي يتكون من 22 دولة. يبلغ عدد الشباب الذين تتراوح أعمارهم ما بين 15 و29 سنة أكثر من 100 مليون من التعداد السكاني الحالي للوطن العربي، وبما أن الشباب يشكلون نسبةً كبيرةً من سكان الوطن العربي فهذا يعني بأن لديهم القدرة على التغيير الاجتماعي والقيام بالمبادرات، ويعد الربيع العربيّ أبرز مثال على مدى قوة تأثير الشباب، وبوصولهم إلى التقنيات التكنولوجية الحديثة المعروفة في يومنا هذا، أصبح الشباب يمتلك قدرةً على إيصال أصواتهم وآرائهم عبر كل وسائل الإعلام، وبتزايد أعداد الشباب المنخرطين بالإنترنت ووسائل الإعلام يوميّاً، أصبح الشباب يمتلكون قدرةٌ كبيرةٌ على جذب انتباه العالم وتنظيم أعمالهم وأنشطتهم. ومع ذلك فإن الجهود التي يبذلها شباب المنطقة لصياغة مستقبل أكثر إيجابية لأنفسهم وللأجيال القادمة قد غطتها الأحداث كما أن الجهود المبذولة لصياغة حلول بناءة للتحديات الاقتصادية الطويلة الأمد التي تواجه شباب المنطقة قد تم تهميشها إلى حد كبير من خلال المزيد من الشواغل والقضايا العاجلة المتعلقة بالأمن والاستقرار السياسي. 

## السياسة
أحد الأمثلة على قيام الشباب بإحداث تغيير في المجتمع موجود في الانتخابات البرلمانية اللبنانية في عام 2009. بعد اغتيال رفيق الحريري رئيس وزراء لبنان الذي ساعد في بناء ثروة البلاد خرج نحو مليون لبناني إلى شوارع بيروت. كانت مطالبهم الاحتجاجية من أجل تمرير التصويت لرئيس حكومتهم التالي ناجحة. لعب الشباب دوراً هاماً في انتخابات عام 2009. حتى الشباب الذين لم يتمكنوا من التصويت بسبب كونهم أقل من 21 عامًا ساعدوا في تنشيط النشاط من خلال استخدام وسائل التواصل الاجتماعي لدعوة الشباب الذين عرفوا أنهم لم يصوتوا بعد. خلق الشباب اللبناني مستوى أعلى من الأهمية للسياسة أكثر من أي جيل سابق. هذا يعيد تشكيل الطريقة التي ينظر بها الناس في لبنان إلى السياسة والطرق التي يمكنهم من خلالها إحداث التغيير الذي يريدونه في الحكومة.
إن التطورات التكنولوجية لتكنولوجيا المعلومات والاتصالات قد شكلت الطريقة التي يستطيع بها الشباب اليوم التواصل. على وجه التحديد في المغرب غير الفيس بوك تمامًا الطريقة التي تحدث بها التفاعلات الاجتماعية بين الشباب. يمتلك 79٪ من الشباب المغاربة حسابات شخصية على الفيسبوك معظمهم من الشباب الذين تتراوح أعمارهم بين 15 و 29 عامًا. إن قدرة الشباب على استخدام وسائل التواصل الاجتماعي وإبداعهم في خلق فجوة بين الشباب والبالغين. الشباب المغربي قادر على استخدام الفيسبوك كطريقة خاصة للتواصل مع الحد الأدنى من التفاعل مع الكبار. مع حدوث الربيع العربي حول الدول المحيطة بالمغرب والمجتمعات المحيطة به تمكن الشباب من إنشاء حركة اجتماعية خاصة بهم عبر الفيسبوك . بين يناير وفبراير 2011 ظهر 590،360 مستخدم جديد لـ فيسبوك في المغرب لوحده. لقد خلق فهم الشباب العميق للتطورات في وسائل الإعلام الاجتماعية والتكنولوجيا والبيئة المحيطة بهم وعي كبير حيث كانوا قادرين على تنظيم الاحتجاجات. إحدى الطرق التي نجحوا فيها كانت معروفة باسم الاحتجاجات المغربية 2011-2012.

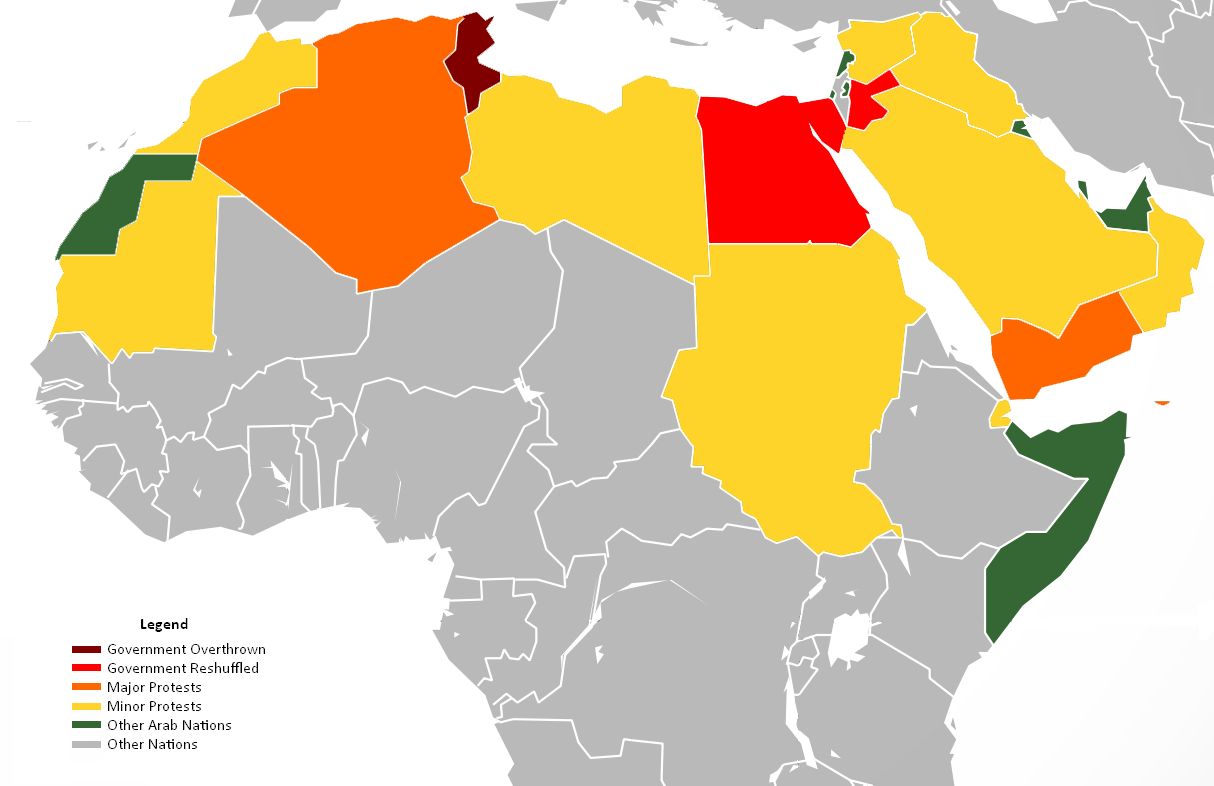
خريطة احتجاجات العالم العربي اعتبارًا من 17-2-2011.

## التعليم
مع هذا النمو الكبير في عدد الشباب العرب هناك أمران يبدأان في النقص هما جودة التعليم وكذلك فرص العمل. في حين أن البلدان في جميع أنحاء المنطقة قد خطت خطوات هائلة في تعزيز معدلات التحصيل العلمي بين سكانها وخاصة بالنسبة للشابات ، فإن النتائج التعليمية لم توفر للشباب المهارات التي يسعى إليها أرباب العمل في القطاع الخاص في المنطقة. أعداد التسجيل الكبيرة في التعليم يبدأ وصول الأفراد إلى الانخفاض. تقرير البنك الدولي في عام 2008 يقدر أن عدد طلاب المدارس الثانوية في المنطقة سينمو بنسبة الثلث خلال الثلاثين سنة المقبلة وأن المصاريف التعليمية الثلاثية سوف تتضاعف. علاوةً على زيادة الشباب وعدم تغيير النظام التعليمي بمزيد من الطلب لا يزال ملايين الأطفال غير قادرين على الالتحاق بالتعليم الابتدائي والثانوي. 13 مليون طفل تتراوح أعمارهم بين 6 و 15 سنة خارج المدرسة أو لم يلتحقوا بها أبدًا. يندرج الشباب تحت هذه الفئة لأسباب عديدة بما في ذلك بعض لا يستطيعون تحمل تكاليف الدراسة أو توظيفهم بالفعل أو إعاقتهم أو العيش في منطقة يستحيل فيها التعليم بسبب الصراعات.

## التوظيف
التعليم له تأثير كبير على القدرة على تحقيق العمالة المستقرة. في حالة الشباب العربي تبدأ فرص العمل بالانخفاض بشكل كبير مع مرور الوقت. لدى الشباب العربي ككل واحدة من أكبر معدلات البطالة في العالم بأسره. وجد تقرير صادر عن مؤسسة التنمية البشرية العربية أن نسبة البطالة بين الشباب العربي بلغت 30٪ أي ما يقارب ضعف البطالة في العالم بنسبة 14٪. يقدر بحلول عام 2020 سيكون هناك حاجة إلى 51 مليون وظيفة تم إنشاؤها من أجل استيعاب العمال الجدد في سوق العمل. مع زيادة عدد الشباب فضلا عن نقص التعليم. مع القليل من التفاؤل بمستقبل التعليم والتوظيف يفكر العديد من الشباب العرب في مغادرة بلدانهم للبحث عن فرص عمل. أظهر استطلاع للرأي أجري على الشباب في الجامعة العربية أن 30٪ كانوا يريدون مغادرة بلدهم بشكل دائم بسبب عدم رضاهم عن بلدهم. على نحو متزايد لم يتم إيجاد فرص عمل للشباب في القطاع الرسمي ولكن أيضا في القطاع غير الرسمي الكبير والمتنامي في المنطقة حيث لا تنطبق لوائح سوق العمل أو لا تطبق.